# Xastilia kosugei
Xastilia kosugei is een slakkensoort uit de familie van de Muricidae. De wetenschappelijke naam van de soort is voor het eerst geldig gepubliceerd in 1994 door Bouchet & Houart.